# Микелети
Микелети је назив најпре за шпанске најамнике са јужних Пиринеја које у 17. веку узимају у службу баскијски градови ради одржавања унутрашње безбедности. Име су добили по каталонском команданту Микелету из Праца. У Француско-холандско-шпанском рату јединице микелета, вичне герилском ратовању, успешно одолевају снагама Луја XIV. За борбу против микелета, Французи формирају посебан пук. Касније генерал Фридрих Шонбер организује 12 чета брђана које такође назива микелетима. Они су постали синоним за борце који дејсвују у позадини противника примењујући тактику препада, заседе, удара по комуникацијама, напада на транспорте, конвоје и сл. Организује их и Наполеон Бонапарта у походу на Шпанију 1808-9. године да би се супротставио шпанској герили. Као градска милиција, микелети нестају у Шпанији 1877. године, а последњи пут се појављују у Карлистичким ратовима 1875. и 1886. године. 